# 路竹站 (高雄捷運)
路竹站位於高雄市路竹區，為高雄捷運紅線（岡山路竹延伸線）（規劃中）的捷運車站；本站與台鐵路竹車站同名，但位置並不相同（距離約800多公尺），無法直接轉乘。本站為計畫後期因應擴大服務範圍所新增的捷運車站，曾計畫作為岡山路竹延伸線終點站，但其後修改計畫時，又新增大湖站。

## 車站概要
車站代碼為RK7。站區位於中山路、延平路口附近。

## 車站構造
高架車站，四個出入口。